# Château de la Ferrandière
Pour les articles homonymes, voir Ferrandière.
Le château de la Ferrandière était un château de style Renaissance du XVIe siècle détruit à l'époque contemporaine qui se dressait en limite des villes de Lyon (3e arrondissement) et de Villeurbanne dans l'actuelle métropole de Lyon et la région Auvergne-Rhône-Alpes. Ce château qui a entièrement disparu avait succédé à un ancien château à motte.

## Situation
Le château de la Ferrandière était situé dans le département du Rhône en limite des villes de Lyon (3e arrondissement) et de Villeurbanne, sur la rive gauche du Rhône.

## Histoire

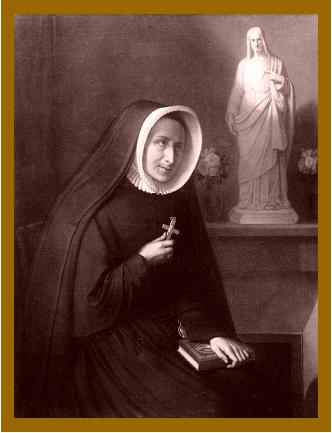
Madeleine-Sophie Barat

Le château Renaissance avait succédé à un ancien château à motte, motte de la Ferrandière, édifié en ce lieu pour contrôler un carrefour sur une voie de communication entre Lyon et Crémieu dans la traversée du Velin.
Martin de Troyes (v.1490–1558), marié en 1522 à Claude Prunier, receveur pour le roi à Lyon, échevin en 1541-1542, acquiert la terre et fait construire une maison des champs où il reçoit notamment l’archevêque de Lyon François de Tournon. Le château est en partie saccagé par les protestants et Martin en entreprend la reconstruction. Son fils, François (seconde moitié du XVIe siècle), lui succède.
Au début du XVIIe siècle, la propriété est vendue aux enchères. Le château est la possession de Louis Marinier au milieu du XVIIe siècle dont sa fille héritera et l'apportera à son mari Étienne Bottu (1648-).
Charles Riverieulx de la Ferrandière (1669–1748), conseiller du roi en la sénéchaussée et siège présidial de Lyon, meurt au château. Lui succède Claude (1701–1790), son neveu, prévôt des marchands, marié en 1731 à Hélène Morel. Leur fils Claude Antoine (1733–1794), banquier, épouse en 1779 Claudine Bertholon. Il meurt victime de la Révolution.
En 1793, les canons des armées révolutionnaires, dirigés sur Lyon, sont installés au château, qui sert de quartier général à Laporte et Noël.
Au début du XIXe siècle, Claude Arthaud de la Ferrière (1769-1840), beau-frère de Claude-Antoine de Riverieulx et conseiller municipal de Lyon, en devient le propriétaire. Dans la première moitié du XIXe siècle, François-Xavier Monavon, maire de Villeurbanne en a la possession. À partir de 1819 Madeleine-Sophie Barat (1779–1865), mère générale des Dames du Sacré-Cœur, rachète peu à peu le domaine et y fonde une école pour les pauvres en 1820. En 1838, elle fait édifier une chapelle. À cette époque, le domaine est à cheval sur les départements du Rhône et de l’Isère. Les religieuses se maintiennent dans ces lieux jusqu’en 1907. En 1913, le domaine est vendu aux enchères à la société immobilière La Ferrandière ; il est alors peu à peu intégré au tissu urbain.

## Description
Au début du XIXe siècle, le domaine occupe 27 hectares. Il comprend, selon les écrits de l’époque, « une grande terre, coupée de bois, de vignes, de jardins et de prairies arrosées par la petite rivière de la Rize ». Le corps de logis et les tours formaient un ensemble massif. L’accès au château se faisait par une allée de platanes, dont le tracé était celui de l’avenue Saint-Exupéry.

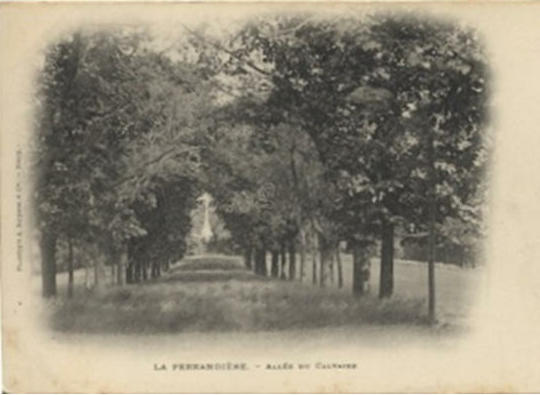
Ancienne allée du Calvaire (actuelle avenue Saint-Exupéry)
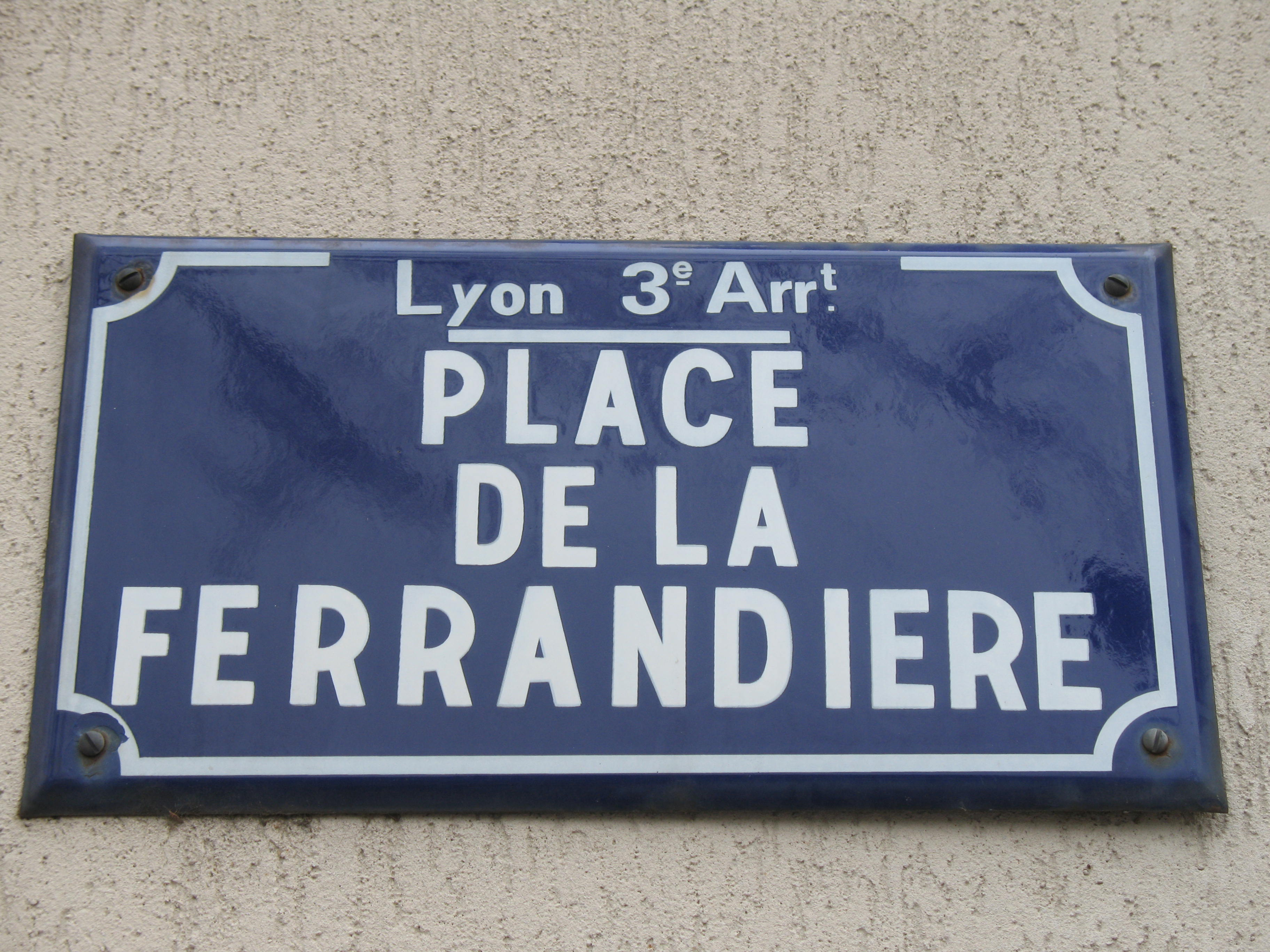
Plaque rappelant l'existence de l'ancien château